# Thracia koyamai
Thracia koyamai is een tweekleppigensoort uit de familie van de Thraciidae. De wetenschappelijke naam van de soort is voor het eerst geldig gepubliceerd in 1981 door Habe.